# Casa del Cid (Zamora)

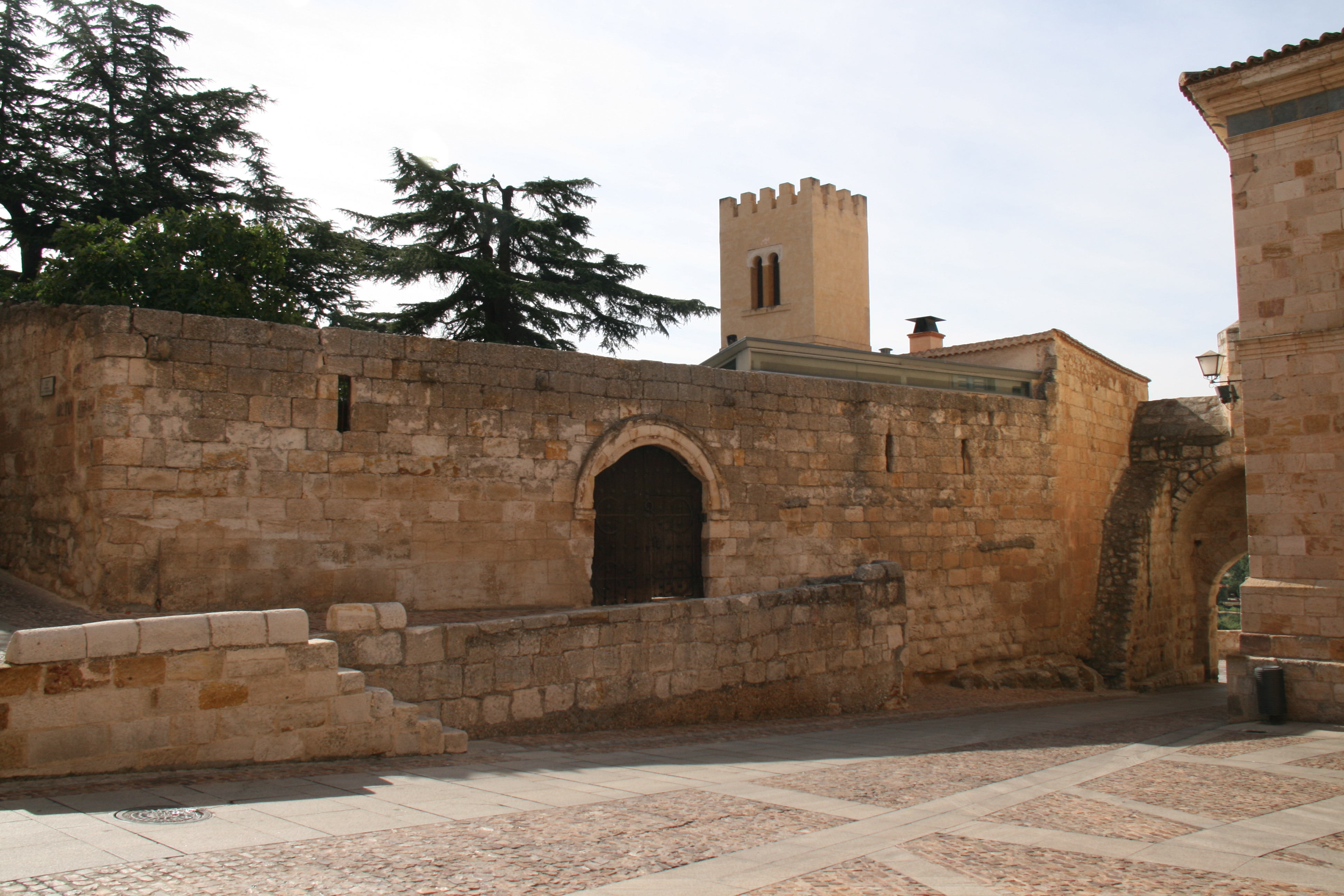
Casa del Cid

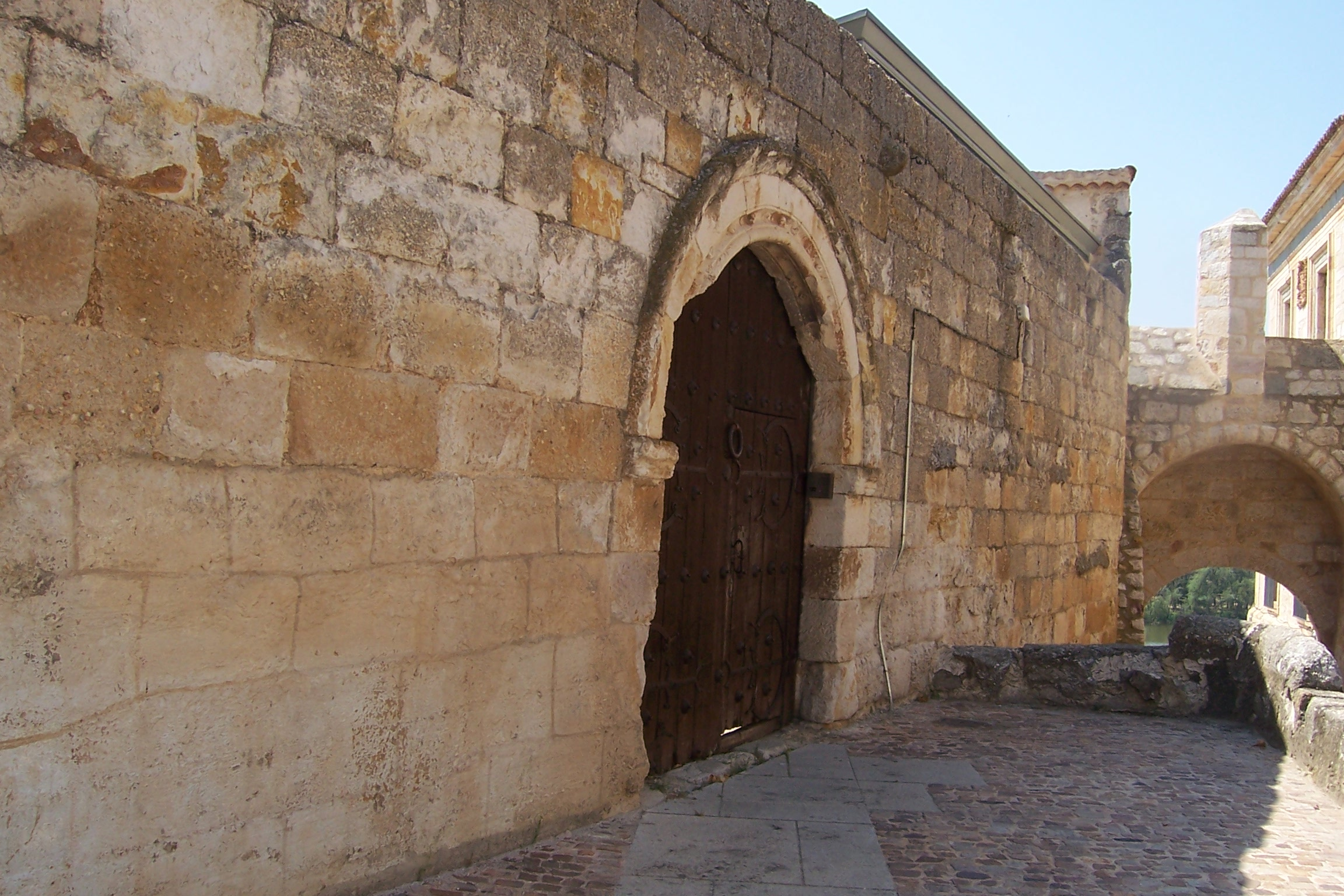
Portal

Die Casa del Cid (auch als Palacio de Arias Gonzalo bezeichnet) in Zamora, einer spanischen Stadt in der Autonomen Gemeinschaft Kastilien und León, geht auf ein Gebäude aus dem 10. Jahrhundert zurück. Der Palacio befindet sich im historischen Zentrum von Zamora, er ist seit 1931 ein geschütztes Baudenkmal (Bien de Interés Cultural).

## Geschichte
Der romanische Palast bei der Puerta de Olivares (auch als Puerta Óptima bezeichnet) liegt direkt an der mittelalterlichen Stadtmauer. Das Haus soll der Legende nach El Cid gehört haben. Aus dem ursprünglichen Gebäude sind noch zwei Fensterstürze an der Stadtmauerseite erhalten, der restliche Bau stammt aus dem 11. Jahrhundert, wie auch das rundbogige Portal an der Straßenseite. Der Turm wurde erst in der Neuzeit hinzugefügt.